# Arimaa
Arimaa je desková strategická hra pro dva hráče, kterou je možné hrát se stejnými figurkami a hrací deskou jako šachy. Arimaa je vytvořena tak, aby byla pro umělou inteligenci náročnější než hra šachy.

## Historie
Hru vytvořil počítačový odborník na umělou inteligenci Omar Syed. Syed byl inspirován zápasem mezi Garry Kasparovem a šachovým počítačem Deep Blue postaveným firmou IBM, ve kterém Kasparov prohrál. Rozhodl se navrhnout novou hru, kterou by bylo možné hrát se standardní šachovou výbavou tak, aby byla dostatečně těžká pro počítače a zároveň měla jednoduchá pravidla, která se naučí jeho čtyřletý syn Aamir. V roce 2002 vydal Syed pravidla nové hry Arimaa a zároveň vyhlásil odměnu 10 000 dolarů (platnou do roku 2020) pro první počítačový program, který porazí nejlepšího hráče v šestici zápasů.

## Název
Název hry Arimaa vznikl obrácením jména Syedova syna "Aamir" a přidáním úvodního písmena "a".

## Stručná (zjednodušená) pravidla

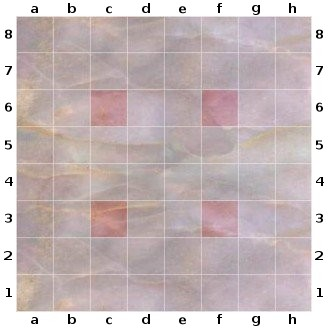
Hrací deska se čtyřmi pastmi

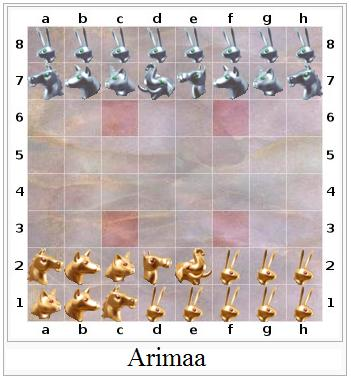
Jedna z možných variant rozložení figurek

Arimaa se hraje na šachovnici se čtyřmi vyznačenými políčky pastí (c3, f3, c6, f6 v algebraickém zkráceném zápise šachu). Pasti mohou být reprezentovány například mincemi umístěnými na šachovnici. Každý z hráčů má 16 kamenů různé hodnoty. Jeden z hráčů má zlaté kameny a druhý stříbrné. Figurky v pořadí od nejsilnějších po nejslabší jsou:
- 1 slon
- 1 velbloud
- 2 koně
- 2 psi
- 2 kočky
- 8 králíků

Figurky mohou být reprezentované šachovými figurkami krále, dámy, věže, střelce, jezdce, pěšce. Cílem hry je dostat jednoho z vlastních králíků na výchozí řádek soupeře. Zlatý vítězí přemístěním svého králíka na osmý řádek a stříbrný vítězí přemístěním svého králíka na první řádek šachovnice.

## Podrobná pravidla
Pravidla hry Arimaa® (toto je překlad originálních pravidel z www.arimaa.com – je odsouhlasen autorem stránek a hry samotné a spadá pod APL (arimaa public licence) sekce 1 – volné publikování na Wikipedii).

### Cíl hry
Jako první dostat jednoho ze svých králíků na druhou stranu hrací desky.
(Pozn. překladatele (PP) – alespoň jednoho králíka – může jich být i více. Druhou stranou hrací desky se rozumí nejvzdálenější řada od hráče – resp. nejbližší řada na soupeřově straně hrací desky. Hrací deska je čtverec 8x8 polí – řady jsou označeny 1 až 8, přičemž řada 1 je nejbližší začínajícímu hráči a sloupce jsou označeny písmeny anglické abecedy A–H, zleva doprava, přičemž levý dolní roh začínajícího hráče je označen A1).

### Materiál
Arimaa je navržena tak, aby se dala hrát i se standardní šachovou sadou. Aby byla vhodná i pro lidi, kteří nikdy šachy nehráli, jsou šachové figurky nahrazeny známými zvířaty.
Nahrazení je následující: Slon místo krále, velbloud místo dámy, kůň místo věže, pes místo střelce, kočka místo jezdce a králík místo pěšce.
Slon je nejsilnější. Další podle síly jsou velbloud, kůň, pes, kočka a králík. Jestliže je hra hrána na šachovnici, je vhodné umístit na pole c3, f3, c6 a f6 mince, čímž se tato pole označí jako speciální „pasti“ (viz níže).
(PP: Každý hráč má tedy 16 figur: 8 králíků, jednoho slona a velblouda, dva koně a psy, dvě kočky)

### Počáteční rozestavení
Hra začíná prázdnou hrací deskou. Hráč který má zlaté figury (zlatý hráč) je rozestaví na první dvě řady desky nejblíže k němu. Startovní pozice není pevně daná, takže figury mohou být umístěny jakkoliv (PP: v rámci těch prvních dvou řad).
Je obecně doporučeno umístit většinu silných figur před králíky. Jakmile dokončí rozestavení figur zlatý hráč, rozestaví své figury stříbrný hráč. Opět je může rozestavět libovolně na nejbližší dvě řady (PP: i jinak než zlatý hráč).

### Hra
Hráči se střídají v tazích. První na tahu je zlatý hráč. Všechny figurky se pohybují stejně (PP: a vždy jen o jedno pole) (jako věže v šachu (PP: ale jen o jedno pole)): dopředu, dozadu, vlevo, vpravo. Kromě králíků, kteří nemohou zpět (stejně jako pěšci v šachu).
(PP: figury se nemohou pohybovat diagonálně, tzn. samotná figura uprostřed hrací desky může táhnout jen na čtyři pole, králík jen na tři)
V každém tahu může hráč využít až čtyř kroků. Přesun figury ze svého pole na jiné přilehlé pole je považováno za jeden krok. Tyto kroky mohou být vykonány jednou figurou, přičemž po každém kroku může figura změnit směr. Kroky mohou být rozděleny také mezi více figur, takže v jednom tahu může hráč táhnout celkem až čtyřmi figurami.
Hráč nemusí využít všechny čtyři kroky a může zbývající kroky vynechat – nicméně musí být učiněn alespoň jeden krok tak, aby se změnila pozice na hrací desce (PP: změna pozice na hrací desce je vyžadována pravidly hry – tzn. nelze udělat tah "tam a zpět", kterým se nezmění pozice).
Silnější figury mohou hýbat se soupeřovými slabšími figurami. Například tvůj pes může pohnout se soupeřovou kočkou nebo králíkem, ale už ne se soupeřovým psem či jinou silnější figurou než je pes. (PP: Aby bylo možno se soupeřovou figurou pohnout, musí být současně splněn i další odstavec.)
Soupeřova figura musí být ortogonálně přilehlá tvé figuře (PP: tzn. musí být na poli, které je přilehlé k poli, na kterém stojí tvoje figura a to jen vodorovně nebo svisle /tedy opět ne šikmo neboli diagonálně/).
Soupeřovou figurou je možno hýbat buď tlačením nebo tažením.
Tlačení soupeřovy figury naší silnější figurou probíhá následovně (PP: figurou stejné síly či slabší figurou není možno soupeřovou figurou pohnout):
1) nejdříve posuneme soupeřovu figuru na jakékoliv prázdné pole, které je ortogonálně přilehlé poli na němž stojí soupeřova figura 2) poté posuneme svou figuru na její místo (PP: „svou figurou“ je myšlena silnější figura, která prováděla tlačení slabší figury – dvojice „tlačící – tlačený“ je totiž nerozlučně spjata).
Tažení soupeřovy figury naší silnější figurou probíhá následovně: 1) nejdříve posuneme svou figuru na jakékoliv prázdné pole, které je ortogonálně přilehlé poli na němž stojí naše figura
2) poté posuneme soupeřovu figuru tam, kde původně stála naše figura
Ačkoliv se králíci sami nemohou pohybovat zpět, mohou být zpět zatlačeni či potaženi.
Tlačení či tažení vyžaduje dva spojité kroky a musí být provedeno v rámci jediného tahu. Také jakákoliv kombinace tažení a tlačení může být provedena v rámci jednoho tahu. Není však možné aby figura, která provádí tlačení současně prováděla i tažení.
Silnější figura také může zmrazit (znehybnit) slabší soupeřovu figuru. Figura, která je vedle soupeřovy silnější figury, je považována za znehybněnou a nemůže se sama pohnout; přesto však může být tažena či tlačena silnější soupeřovou figurou.
Pokud je však vedle této znehybněné figury figura stejné barvy, stává se znehybněná figura opět mobilní a může se pohybovat.
Na hrací desce jsou čtyři jinak odlišená pole. Tato pole označujeme jako „pasti“ (jsou to pole c3, f3, c6 a f6 ve standardní notaci). Jakákoliv figura, která je na kterémkoliv z těchto polí, je okamžitě odebrána ze hry, pokud není figura stejné barvy na poli vedle pasti, což činí takovou past bezpečnou pastí pro figury této barvy (PP: tzn. figura v bezpečné (chráněné) pasti nebude odstraněna ze hry; polem „vedle pasti“ se opět myslí ortogonálně přilehlé pole, přičemž je zde myšlena alespoň jedna figura stejné barvy).
Je třeba dávat si pozor, aby hráč neztrácel vlastní figury v pastích (PP: toto je myšleno jako rada, aby hráč samovolně nevstupoval do nechráněných pastí, protože obecně tomu zabránit tak úplně nelze – jinak by nešlo vyhrát)

### Speciální situace
Hráč může zatlačit nebo zatáhnout soupeřova králíka na poslední řadu soupeře (PP: tzn. na svou první řadu; tzn. tu, na kterou se soupeř snaží dostat). Jestliže po dokončení tahu tam soupeřův králík zůstane, tak hráč, který ho tam zatlačil či zatáhl, prohrává. Jestliže však je, ještě před dokončením tahu, soupeřův králík posunut zpět mimo poslední řadu soupeře, tak hráč po dokončení tahu neprohrává.
Jestliže hráč nemůže táhnout, protože všechny jeho figury jsou znehybněny, či nemá kam táhnout, tak prohrál.
Jestliže se po dokončení tahu objeví pozice, která se již předtím objevila dvakrát (přičemž bude na tahu ten samý hráč), tak bude takovýto tah považován za neplatný a hráč musí zvolit jiný tah. Jestliže všechny tahy, které hráč může provést jsou neplatné (což se může v ojedinělých případech stát), tak hráč prohrává, protože nemá kam táhnout.
Jestliže hráč přijde o všechny králíky, tak prohrává. Jestli oba hráči přijdou o všechny králíky ve stejném tahu (což se může v ojedinělých případech stát), vyhrává hráč, který tah provedl.